# Steve Wozniak

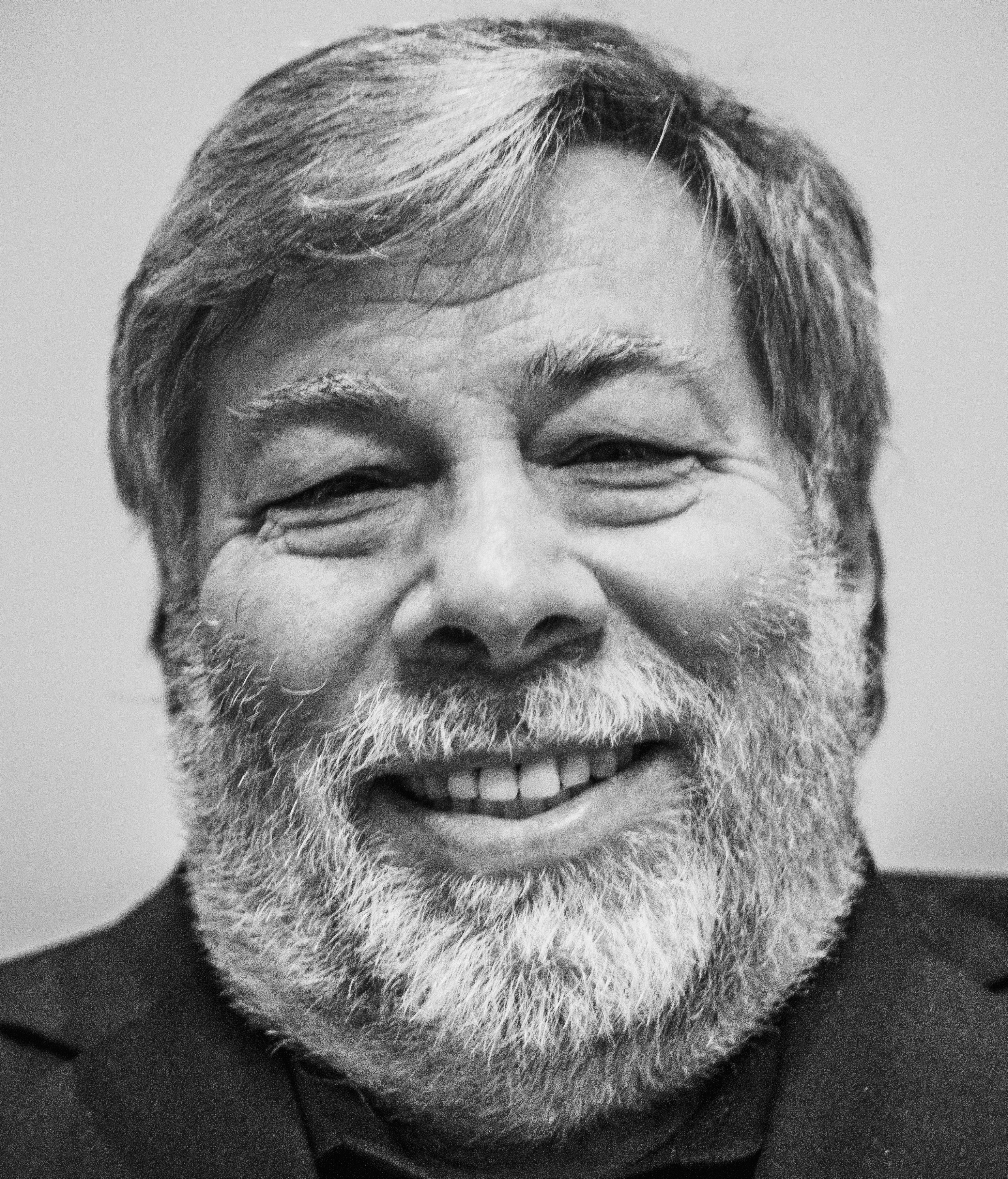
Steve Wozniak (2018)

Stephen Gary „Steve“ Wozniak, auch bekannt als „The Woz“ (* 11. August 1950 in Sunnyvale, Kalifornien), ist ein US-amerikanisch-serbischer Computeringenieur und freier Unternehmer. Er war ein prominentes Mitglied des Homebrew Computer Clubs, der als „Schmelztiegel für eine ganze Branche“ bezeichnet wurde und aus dem zahlreiche Computerunternehmen entsprungen sind – unter anderem Apple, das Wozniak und sein Freund Steve Jobs 1976 mit Ron Wayne gründeten.
Er war maßgeblich an der Entwicklung des PCs beteiligt und entwickelte mit dem Apple I den ersten in Serie hergestellten und für Privathaushalte erschwinglichen persönlichen Computer. Zusammen mit dem Nachfolgemodell Apple II sind dies die letzten in Serie hergestellten Computer, die von einer einzelnen Person entworfen wurden. Wozniak entwickelte auch das Computerspiel Breakout.
Im Dezember 2023 erhielt Wozniak die serbische Staatsbürgerschaft.

## Leben

### Jugend

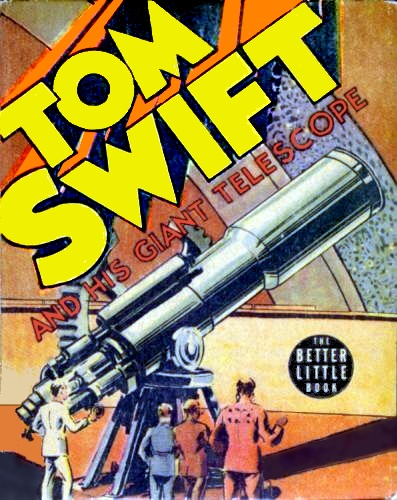
Tom Swift and His Giant Telescope (1939)

Wozniak ist der Sohn von Margaret Elaine und Jacob Francis Wozniak und hat polnische Vorfahren. Sein Vater arbeitete als Ingenieur bei Lockheed und unterstützte seinen Sohn häufig bei seinen Erfindungen und begutachtete diese. Einfluss hatte auch Tom Swift, der Held einer Serie von Abenteuerromanen. Wozniak sah ihn als das Produkt aus kreativer Freiheit, wissenschaftlichen Kenntnissen und der Fähigkeit, für jedes Problem eine Lösung zu finden.
In seiner geistigen Entwicklung spielte die Beschäftigung mit ethischen und moralischen Fragen und der Philosophie eine wichtige Rolle, außerdem die Maxime der Funkamateur-Ethik, Menschen in Not zu helfen, sowie die in den Tom-Swift-Büchern dominierende utilitaristische und humanitäre Einstellung. Später prägten ihn auch die politischen Auseinandersetzungen um den Vietnamkrieg.
Von seinem Vater erlernte er die Grundlagen der Mathematik und Elektronik. Als Wozniak elf Jahre alt war, baute er seine eigene Amateurfunkstation und erhielt eine Amateurfunklizenz mit dem Rufzeichen WA6BND, das ihm mittlerweile nicht mehr zugeteilt ist. Er wurde zum Präsidenten des Elektronik-Clubs an der Homestead High School im kalifornischen Cupertino gewählt.
1963, im Alter von 13 Jahren, gewann er den ersten Preis bei einem Schülerwettbewerb mit einem selbstgebauten Transistor-basierten Taschenrechner. Im selben Alter begann er, seine ersten Computer zu entwerfen, was ihm den Weg zu seinen späteren Erfolgen ebnete. Mit einem dieser Computer konnte man Tic-Tac-Toe spielen. Da er nicht genügend Geld hatte, um sich viele Bauteile zu leisten, begann er, bereits existierende Rechner mit möglichst wenigen Mikrochips neu zu entwerfen, um sie bezahlbar zu machen. Er war allerdings zu schüchtern, um bei Chipfirmen nach Mikrochips zu fragen, um seine Computer realisieren zu können.

### Studium

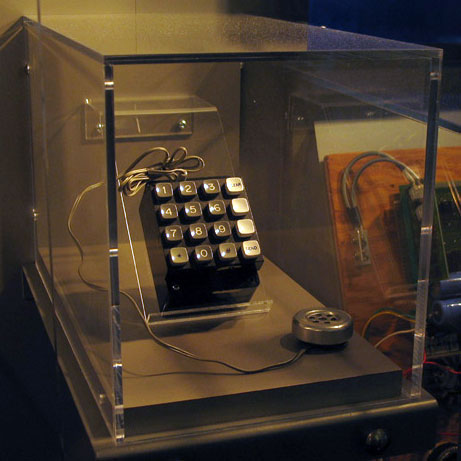
Diese Blue Box gehörte Steve Wozniak und wird im Computer History Museum ausgestellt.

Während seiner Studienzeit widmete er sich in seiner Freizeit dem Bau eines TV-Störsenders, mit dem er seinen Mitstudenten diverse Streiche spielte. Im Alter von 19 Jahren entwickelte er zusammen mit seinem Freund Bill Fernandez und der Unterstützung des Managers Bill Werner, der ihm die Chips besorgte, den Cream Soda Computer. Als der Computer fertiggestellt war, verständigte Wozniaks Mutter die Presse, doch als der Reporter eintraf, stolperte dieser über ein Kabel, und der gesamte Rechner ging in Rauch auf. Der Artikel erschien dennoch. Dieser Computer stellte einen Meilenstein für Wozniak dar. Der Rechner war einerseits auf dem Niveau der erhältlichen Bausätze und andererseits von ihm mehr oder weniger allein gebaut worden. Zudem war der Cream Soda Computer ein Grund für das Kennenlernen von Steve Jobs. Als der Rechner fertiggestellt war, veranlasste Bill Fernandez ein Treffen zwischen den beiden, da sich beide für Elektronik interessierten. Sie trafen sich bei Bill, kamen direkt über Computer ins Gespräch und wurden gute Freunde.

## Phreaking
In einer Ausgabe des Esquire entdeckte Wozniak eine Geschichte über eine Blue Box, mit der es möglich war, kostenlose Telefonate zu führen. Dazu musste man eine kostenlose Nummer anrufen, mittels eines speziellen Tons die Leitung „übernehmen“ und per Tönen wählen. Er traf sich mit John T. Draper alias Capt’n Crunch, dem Entdecker dieser Phreaking-Methode, und ließ sich die technischen Hintergründe erklären.
Gemeinsam mit Steve Jobs begann er, selbstgebaute Blue Boxes zu verkaufen. Für Wozniak standen jedoch nicht die kostenlosen Telefonate im Vordergrund, sondern dass er einen Fehler im System ausnutzen konnte – was als typische Einstellung eines Hackers angesehen werden kann. Die zunehmende Verbreitung der Blue Box und von Nachbauten veranlasste die amerikanische Telefongesellschaft AT&T schließlich, die Technik ihres Telefonnetzes landesweit zu ändern.

## Hewlett-Packard

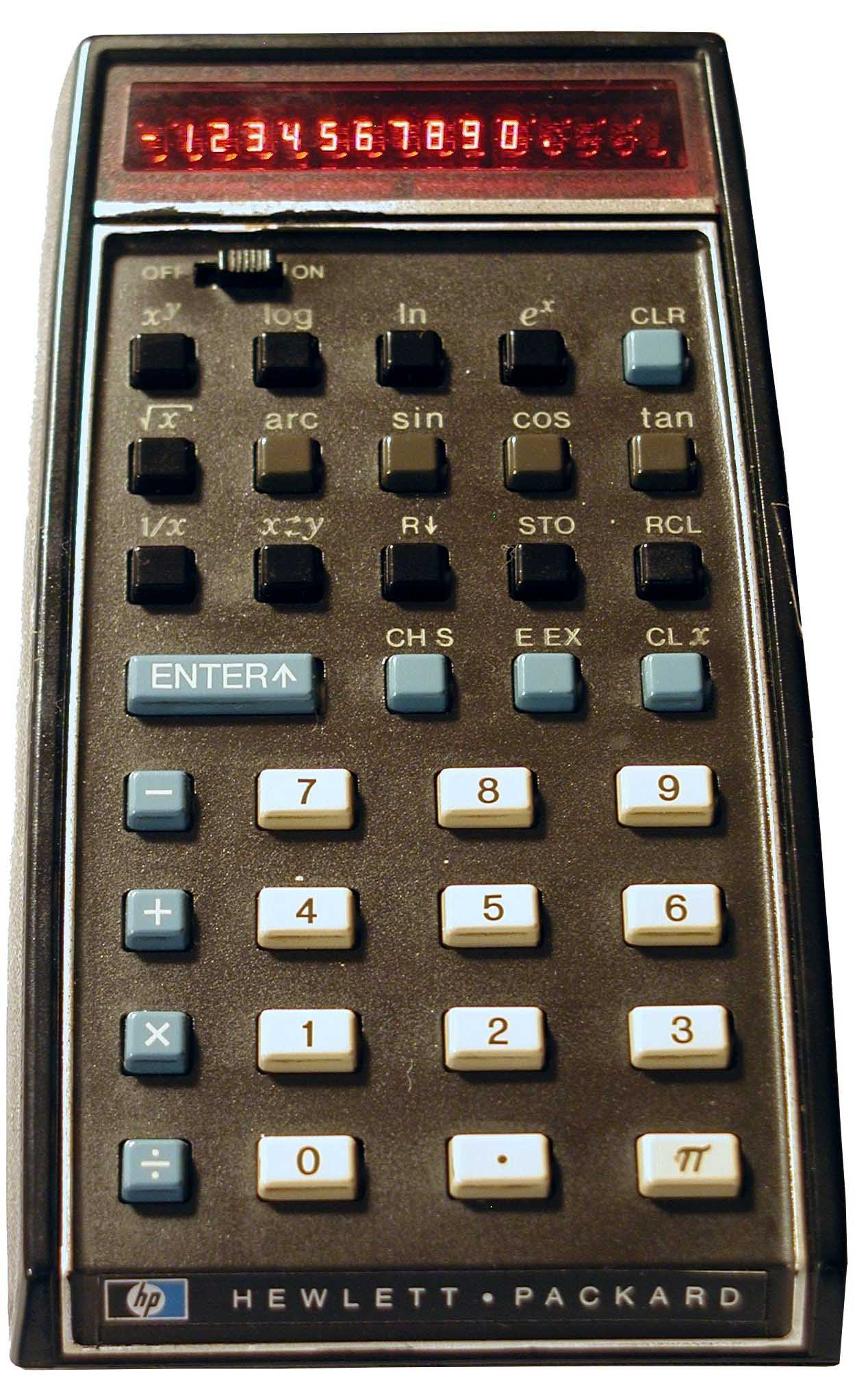
Wozniak arbeitete bei Hewlett-Packard an der Entwicklung technisch-wissenschaftlicher Taschenrechner, nachdem er noch im College fasziniert den Verkaufsstart des HP-35 miterlebt hatte.

Nachdem Steve Wozniak im Juni 1972 Berkeley verlassen hatte, begann er bei der kleinen Firma Electroglas zu arbeiten. Nach einem halben Jahr, im Januar 1973, wechselte er als Ingenieur zu HP. Hier traf er seinen Freund Allen Baum wieder, der dort ein Praktikum absolvierte. Baum berichtete Wozniak über die Arbeit in seiner Gruppe, die am Taschenrechner HP-35 gearbeitet hatte. Der HP-35 war der weltweit erste technisch-wissenschaftliche Taschenrechner mit trigonometrischen, logarithmischen und Exponentialrechnungs-Funktionen. Wozniak begann danach für Hewlett-Packard an der Entwicklung anderer Taschenrechner zu arbeiten, den Verkaufsstart des HP-35 hatte er noch am College erlebt. Er beschrieb HP später als herausragendes Unternehmen in Bezug auf technische Innovation und Produktqualität, aber auch in Bezug auf die sozialen Beziehungen zwischen den Kollegen.
Seine Leidenschaft war jedoch immer noch die Entwicklung von Computern. In seiner Freizeit entwickelte er nebenbei Videospiele. Als er Steve Jobs, der mittlerweile bei Atari arbeitete, dort besuchte und den Anwesenden seine Entwicklung präsentierte, bot Atari ihm direkt einen Job an. Wozniak lehnte jedoch ab, da er sich immer noch bei Hewlett-Packard wohlfühlte.

## Breakout
Ein paar Monate später erhielt er einen Anruf von Jobs, der ihm eröffnete, dass Atari ein ähnliches Spiel wie Pong entwickeln würde und Wozniak dabei helfen sollte; das gesamte Projekt musste jedoch in vier Tagen vollendet werden. So entwickelte Wozniak das Spiel Breakout. Für diese Arbeit erhielt Steve Jobs 5000 Dollar. Seinem Freund Wozniak, der das eigentliche Spiel in lediglich vier Tagen entwickelt hatte, erzählte er, dass er nur 700 Dollar bekommen habe, und gab ihm 350 Dollar.

## Homebrew Computer Club
Im März 1975 besuchte Wozniak zum ersten Mal ein Treffen von Freizeitingenieuren, den Homebrew Computer Club. Ziel des Clubs war es, die Computertechnik jedermann zugänglich zu machen. Bereits nach seinem ersten Besuch begann Wozniak einen Computer zu entwickeln. In derselben Nacht hatte er den Entwurf auf Papier fertig. Jedoch dauerte es weitaus länger, die Teile zu besorgen und deren Datenblätter zu verstehen. Orientierungspunkt des Rechners war der Altair 8800. Als er den Rechner fertiggestellt hatte, traute er sich zunächst nicht, den Computer zu präsentieren.
Dieser von einer einzelnen Person entwickelte Computer war für seine Zeit eine ingenieurtechnische Meisterleistung. Der Bedienkomfort war der Konkurrenz überlegen. Er war der erste Heimcomputer mit einer Schreibmaschinentastatur. Die Konkurrenz, zum Beispiel der Altair, der Anfang 1975 vorgestellt worden war, musste mühsam über Kippschalter gesteuert werden. Der Altair hatte im Auslieferungszustand keinen Monitor, keine Tastatur und keinen richtigen Speicher.
Der Apple I war eine vollständig zusammengebaute Hauptplatine, optional auch bereits mitsamt Tastatur, in ein Gehäuse aus Holz eingebaut erhältlich, mit einem 1-MHz-Prozessor auf einem Mainboard mit 4 kB Arbeitsspeicher. Als Speichermedium ließ sich über ein kleines Interface ein handelsüblicher Kassettenrekorder anschließen, so dass Programme nicht nach jedem Start neu eingetippt werden mussten.

## Apple

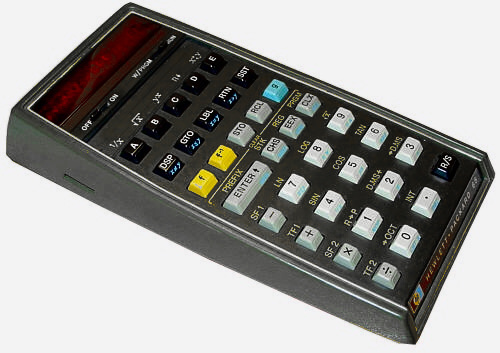
Für seinen Beitrag zum Startkapital für die Gründung von Apple verkaufte Wozniak seinen HP-65. Dies war der erste programmierbare Taschenrechner der Welt, Wozniak hatte ihn durch seine damalige Arbeit an solchen Rechnern bei Hewlett-Packard erhalten.

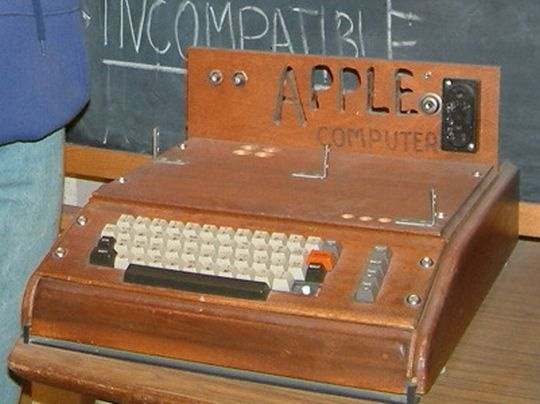
Apple I

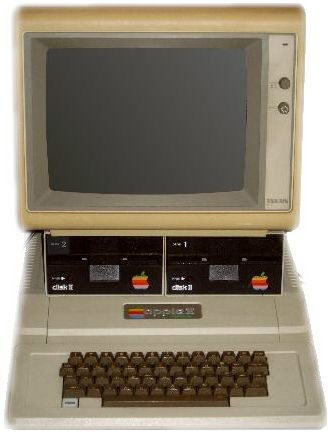
Apple II

Am 1. April 1976 gründeten Jobs und Wozniak die Apple Computer Company. Für das Startkapital verkaufte Wozniak seinen programmierbaren Taschenrechner Hewlett-Packard HP-65 und Jobs seinen VW-Bulli. Für beides zusammen bekamen sie 1300 Dollar. Die ersten Apple I löteten sie in Jobs’ Garage zusammen. Durch seine Arbeit bei Apple verdiente Wozniak mittlerweile mehr als bei seinem Job bei HP. Dennoch wollte er zunächst lieber bei HP bleiben. Dort wurde er jedoch nicht wie gewünscht in die Abteilung zur Entwicklung eines Computers versetzt. Dies und ständige Versuche seitens Steve Jobs überzeugten ihn schließlich, seinen Job bei HP aufzugeben und bei Apple verantwortlich für die Forschung und Entwicklung zu werden. Der Apple I kostete 666,66 Dollar (dies entspricht in etwa einem heutigen Wert von 2500 Dollar). Die ersten 50 Computer wurden an den Byte-Shop, einen lokalen Computerhändler, verkauft. Insgesamt wurden einige hundert Exemplare verkauft, die von Steve Wozniak zusammengelötet wurden.
Wozniak konnte sich vollzeitig auf die Problembehebung beim Apple I und die Erweiterung um neue Funktionen konzentrieren. Mit dem Gewinn aus dessen Verkauf wurde der Apple II entwickelt. Dieser neue Computer sollte einfach in der Bedienung und kostengünstig in der Herstellung sein. Dies wurde erreicht durch die Verwendung einfachster massengefertigter Logikchips statt teurer Spezialchips und durch Wozniaks Fähigkeit, viele Chips einzusparen. Der Apple II konnte Farben und Grafiken darstellen, zudem war er mit seinen acht Steckplätzen einfach und vielseitig erweiterbar. 1978 entwarf Wozniak die gesamte Elektronik für ein Diskettenlaufwerk (die Mechanik wurde extern zugekauft). Zusammen mit Randy Wigginton schrieb er das Betriebssystem Apple DOS.
Zusätzlich zum Hardwareentwurf schrieb Wozniak die meiste Software, die auf den frühen Apple-Computern lief. Er schrieb einen BASIC-Interpreter für den 6502-Prozessor, bevor er einen solchen Prozessor überhaupt real in die Hände bekam, das Spiel Breakout (das ein Grund war, Tonausgabe und einen zweiten, niedrig auflösenden, aber dafür schnelleren Grafikmodus mit in die Computer einzubauen), den Code, der benötigt wurde, um das Diskettenlaufwerk zu steuern, und vieles mehr. Sein sehr eigenwilliger Programmierstil sorgte für ungewöhnlich schnelle und speicherplatzsparende Programme, machte aber zugleich die Wartung durch andere Programmierer fast unmöglich. Auf der Softwareseite wurde der Apple II immer attraktiver für Geschäftsleute, da Dan Bricklin und Bob Frankston die Tabellenkalkulationssoftware Visicalc entwickelten. Ab etwa 1980 war Apple zu einer weltweit bekannten Marke geworden. Der Apple-Börsengang 1980 machte Wozniak und Jobs zu Millionären.

### Weggang

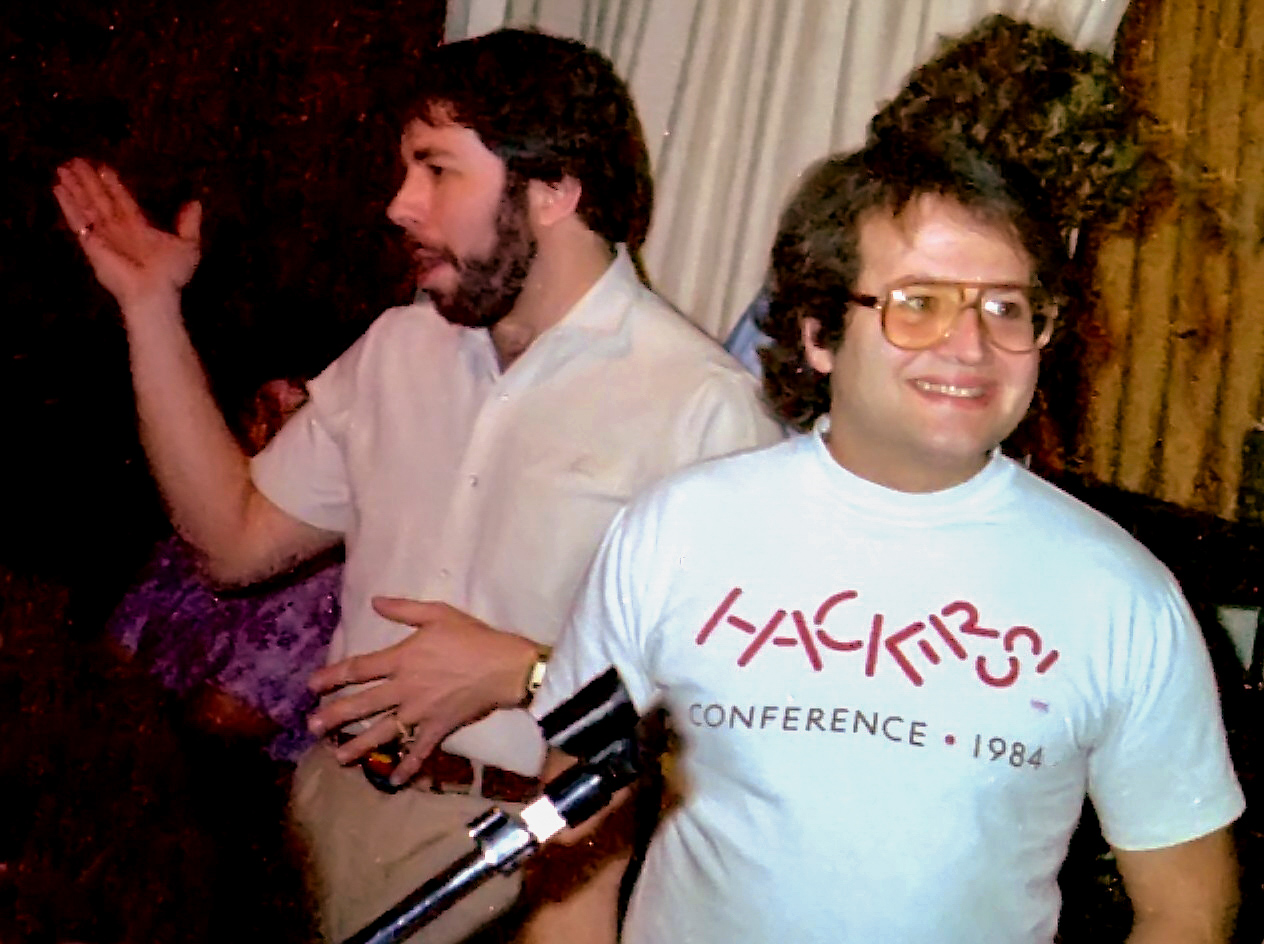
Steve Wozniak und Andy Hertzfeld beim Apple Computer Users Group Meeting (1985)

Für Jahre war der Apple II die Haupteinnahmequelle bei Apple und sicherte das Überleben der Firma, während sie durch die Flops des Apple III und des kurzlebigen Lisa nur knapp dem Konkurs entging. Durch die zuverlässigen Gewinne war es möglich, den Macintosh zu entwickeln und zu vermarkten. Der Macintosh hat bis heute eine große Bedeutung unter den Apple-Produkten.
Am 7. Februar 1981 stürzte Wozniak beim Start vom Santa Cruz Sky Park mit einer Beechcraft Bonanza ab. Die Ermittlungen ergaben, dass seine Lizenz nicht ausreichend war, ein Flugzeug dieses Typs zu fliegen. Als Folge des Flugzeugabsturzes litt er zeitweise an anterograder Amnesie. Durch den Unfall wurde er in vielerlei Hinsicht aus der Bahn geworfen. Er quälte sich mit Fragen über Sinn und Ziel seines Lebens und fühlte sich ausgebrannt. Er heiratete und kehrte unter dem Namen „Rocky (Raccoon) Clark“ zur University of California, Berkeley zurück, um schließlich 1982 seinen Abschluss nachzuholen. Der falsche Name sollte ihm eine gewisse Ruhe und Anonymität bewahren, da sein echter Name bereits sehr bekannt geworden war. 1983 entschied er sich, zur Hauptentwicklungsabteilung von Apple zurückzukehren, jedoch wollte er nur noch ein einfacher Ingenieur und ein motivierender Faktor für die Apple-Belegschaft sein.
1982 und 1983 sponserte er zweimal das US Festival, das die Entwicklung der Technologien und die Verbindungen zwischen der Musik, dem Computer, dem Fernsehen und den Leuten feierte. Finanziell waren die Festivals Misserfolge, allerdings stellten sie wichtige formative Ereignisse der neuen elektronisch-kreativen Klasse dar, indem sie Computer-Spieleentwickler, Computer-Filmtricktechniker, elektronische Musiker, innovative Fernsehleute und viele andere, bis dahin eher einzeln Arbeitende zusammenführten.
Wozniak zog sich am 6. Februar 1985 teilweise von Apple zurück, ist aber bis heute Mitarbeiter mit einem festen Einkommen. Er wollte mehr Zeit in eine kleinere Firma investieren und gründete neun Jahre nach der Entstehung von Apple die Firma CL 9. Der ursprünglich geplante Name Cloud 9 war bereits vergeben, daher wählte er diese Abkürzung. Die Firma befasste sich mit der Entwicklung von Universalfernbedienungen. Die Gehäuse sollten von dem deutschen Unternehmen frog design entworfen werden, das ebenfalls für die Gestaltung des Apple-IIc-Gehäuses verantwortlich war. Als Steve Jobs einen Prototyp zu Gesicht bekam, zerschmetterte er ihn und drohte frog design mit der Stornierung sämtlicher laufender und zukünftiger Aufträge von Apple, falls sie weiterhin mit Wozniak kooperieren würden.
Später entdeckte Wozniak seine Leidenschaft für das Unterrichten. Er unterrichtete beispielsweise Fünftklässler und verfolgte karitative Tätigkeiten im Bereich der Ausbildung. Er moderierte auch Unuson (Unite Us In Song), das bei dem von ihm gesponserten US Festival gegründet wurde. 2001 gründete er Wheels Of Zeus, eine Firma, die drahtlose und GPS-gestützte Produkte herstellt. Im selben Jahr kam er in den Aufsichtsrat von Danger, Inc., den Machern von Hiptop (auch als Sidekick von T-Mobile bekannt). Seit August 2009 ist er als „Chief Scientist“ für das amerikanische Unternehmen Fusion-io tätig. Im Dezember 2014 wurde er zum außerordentlichen Professor an der University of Technology, Sydney ernannt.

## Ehrungen

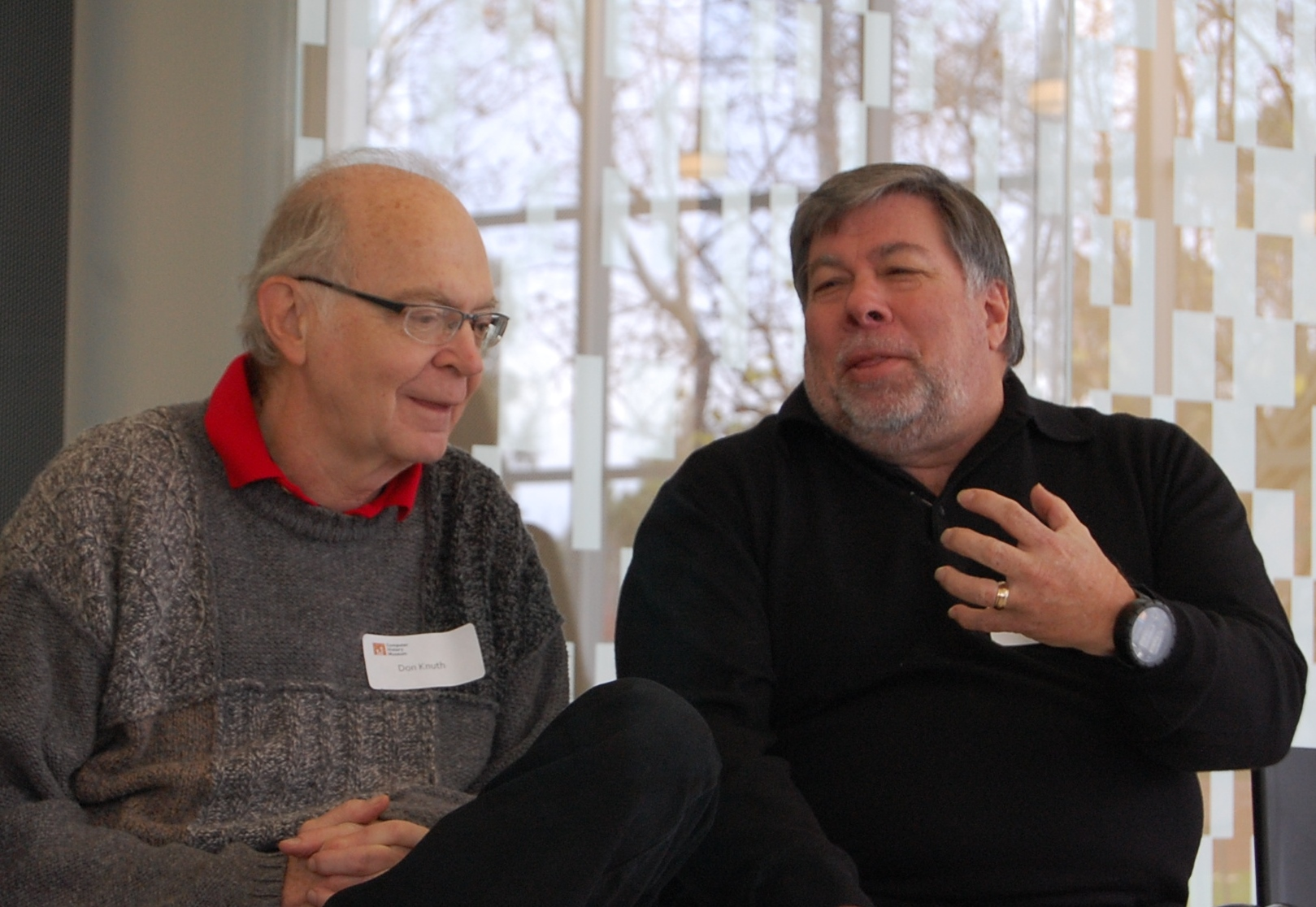
Donald Knuth und Steve Wozniak im Computer History Museum (2011)

1985 erhielt Wozniak vom Präsidenten der Vereinigten Staaten die National Medal of Technology. 1987 war er Sponsor des ersten US/UdSSR-Rock-Konzertes in Moskau. 1979 erhielt er den Grace Murray Hopper Award. 1990 gründete er mit anderen zusammen das Tech Museum, das Silicon Valley Ballet und das Children’s Discovery Museum in San José (Kalifornien) und unterstützte andere lokale Projekte. Im selben Jahr war er Sponsor von Computern für Schulen in der Sowjetunion, und er ist Mitbegründer der Electronic Frontier Foundation. Seit 1980 ist Wozniak ein Mitglied im Bund der Freimaurer, seine Loge Charity Lodge No. 362 ist in Campbell (Kalifornien) ansässig. Im September 2000 wurde er in die National Inventors Hall of Fame aufgenommen, 2001 erhielt er den Heinz Award. In San José trägt die Straße, an der das Children’s Discovery Museum liegt, ihm zu Ehren den Namen Woz Way.
Im Mai 2004 wurde Wozniak von Tom Miller für einen Ehrendoktor der Wissenschaft an der North Carolina State University für seine Verdienste um den Heimcomputer nominiert. Am 10. und 11. Juni 2004 nahm er an der H.O.P.E.-Konferenz in New York teil, wo er am Samstag in einem zweistündigen Vortrag über sein Leben und die Technologie und am Sonntag zusammen mit Richard Cheshire und Sam Nitzberg über Retrocomputing sprach. In dem im November 2005 erschienenen PC-Spiel Civilization 4 wird er mit dem Ausspruch: „Traue keinem Computer, den du nicht aus dem Fenster werfen kannst“ zitiert. Passend dazu geschieht ebendieses im Spiel bei der Erfindung des Computers. 2011 wurde Wozniak mit der Ehrendoktorwürde der Michigan State University ausgezeichnet. Für 2021 wurde ihm der IEEE Masaru Ibuka Consumer Electronics Award zugesprochen.

## Rezeption

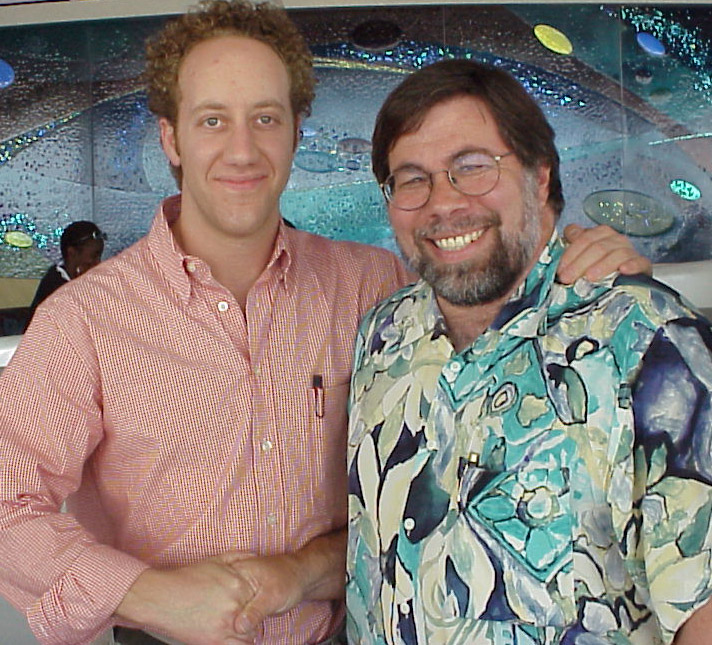
Joey Slotnick mit Wozniak (2005). Slotnick verkörperte Wozniak in dem Film Die Silicon Valley Story.

Der Journalist Steven Levy beschreibt in seinem Buch Hackers – Heroes of the Computer Revolution Wozniak als genialen Computer-Hacker, der sich für die Idee eines persönlichen Computers begeistern konnte; eine Idee, die von der in den 1970er Jahren vorherrschenden Industrie als absurd abgetan wurde.
Wozniak wurde bereits in mehreren Filmen porträtiert. Die frühen Jahre der Firma Apple werden in dem Fernsehfilm Die Silicon Valley Story in Szene gesetzt. Wozniak wird darin von Joey Slotnick verkörpert. In Jobs wurde seine Rolle 2013 von Josh Gad übernommen. In der im gleichen Jahr veröffentlichten Filmparodie iSteve stellte ihn der Schauspieler Jorge Garcia dar. In Danny Boyles Biopic Steve Jobs aus dem Jahr 2015 wurde Wozniak von Seth Rogen dargestellt. 2010 trat Wozniak in der zweiten Folge der vierten Staffel der Sitcom The Big Bang Theory als er selbst auf.